# التحالف العباسي الكارولينجي

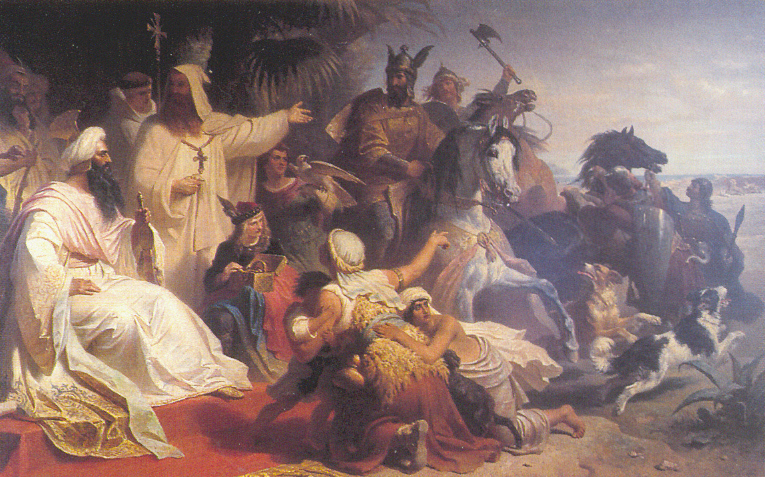
هارون الرشيد مستقبلا موفد شارلمان في بغداد (رسم لـ يوليوس كوكرت.

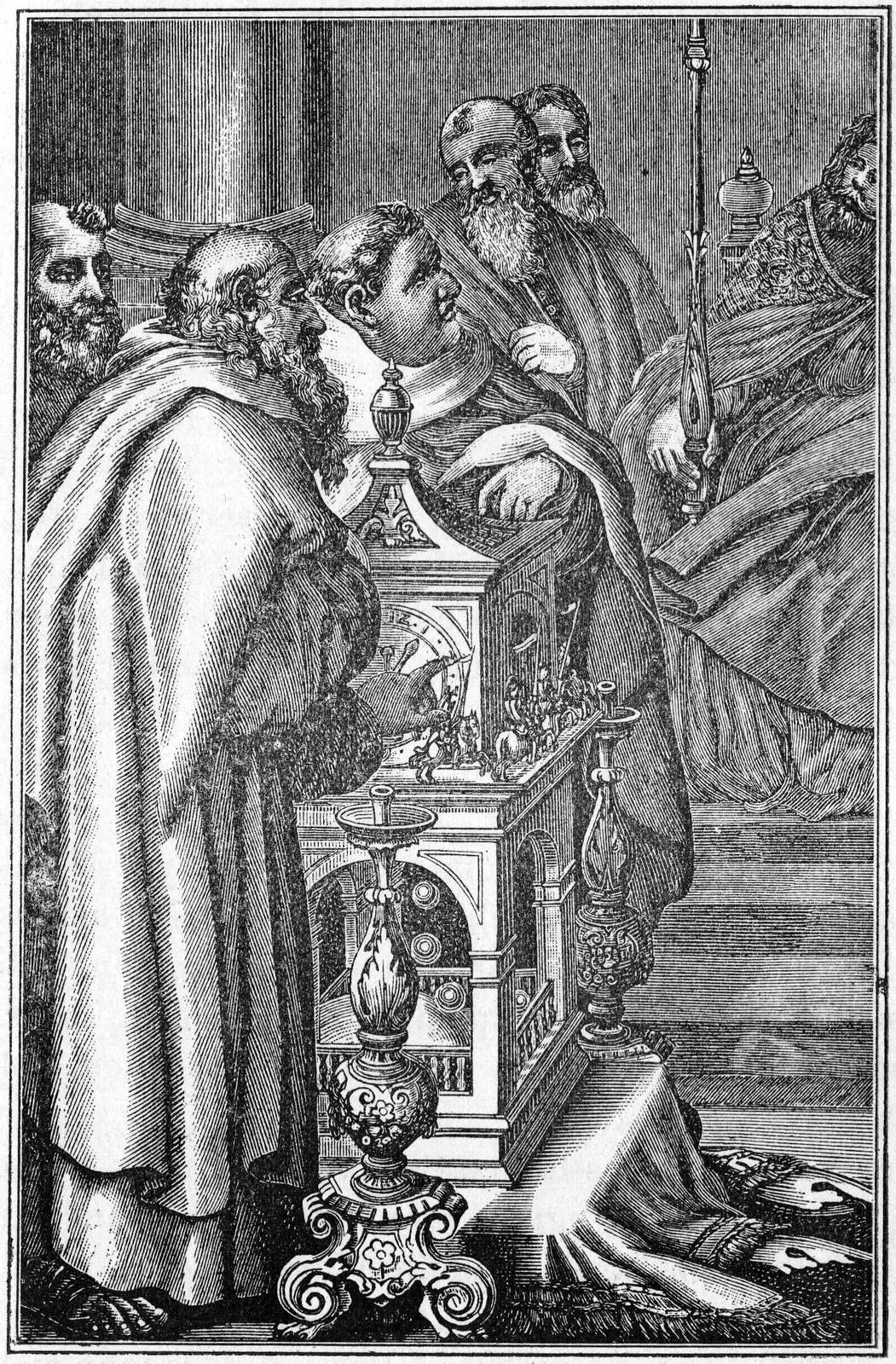
ساعة هارون الرشيد المهداة لشارلمان

التحالف العباسي الكارولينجي كانت محاولة جزئية جرت من القرن 8 إلى القرن 9 لإنشاء سلسلة من السفارات وتطبيع العلاقات جنبًا إلى جنب لتحالفات وعمليات عسكرية بين الإمبراطورية الكارولنجية الفرنجية والحكام الموالون للخلافة العباسية في الأندلس (إسبانيا والبرتغال).
جاءت هذه الاتصالات عند احتدام الصراع بين الكارولنجيين والأمويين في الأندلس وتميزت بمعركة بلاط الشهداء في عام 732، وكانت تهدف إلى إنشاء تحالف مع العباسية «البعيدة» القائمة في الشرق الأوسط. بعدها، قامت محاولات للتحالف لمواجهة الإمبراطورية الرومانية الشرقية (الإمبراطورية البيزنطية).

## الخلفية

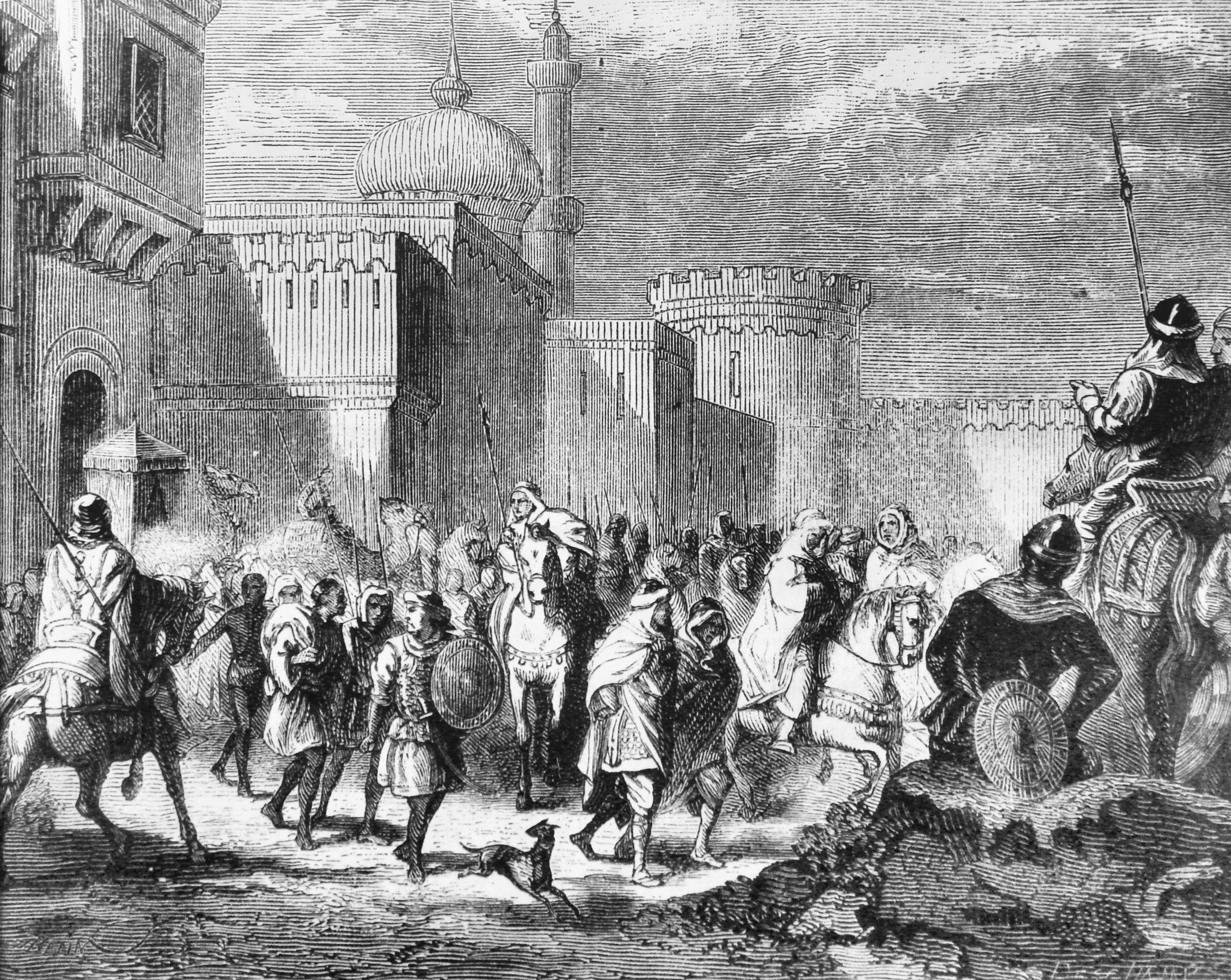
جنود المسلمين يغادرون ناربون تاركينها لبيبان القصير، 75، بعد 40 عامًا من الاحتلال.

بعد الغزو الأموي لبلاد الغال من 719 إلى 759 احتدم الصراع بين  الكارولنجيين والأمويين في الأندلس والتي تمثلت  بمعركةبلاط الشهداء في 732. طردت القوات الأموية من بلاد الغال بد استعادة أربونة في 759 من قبل بيبان القصير، ولكن الوجود الأموي في إسبانيا بقي يشكل تهديدًا قويًا للكارولنجيين.

## الاتصالات أيام بيبين القصير

### الوفود

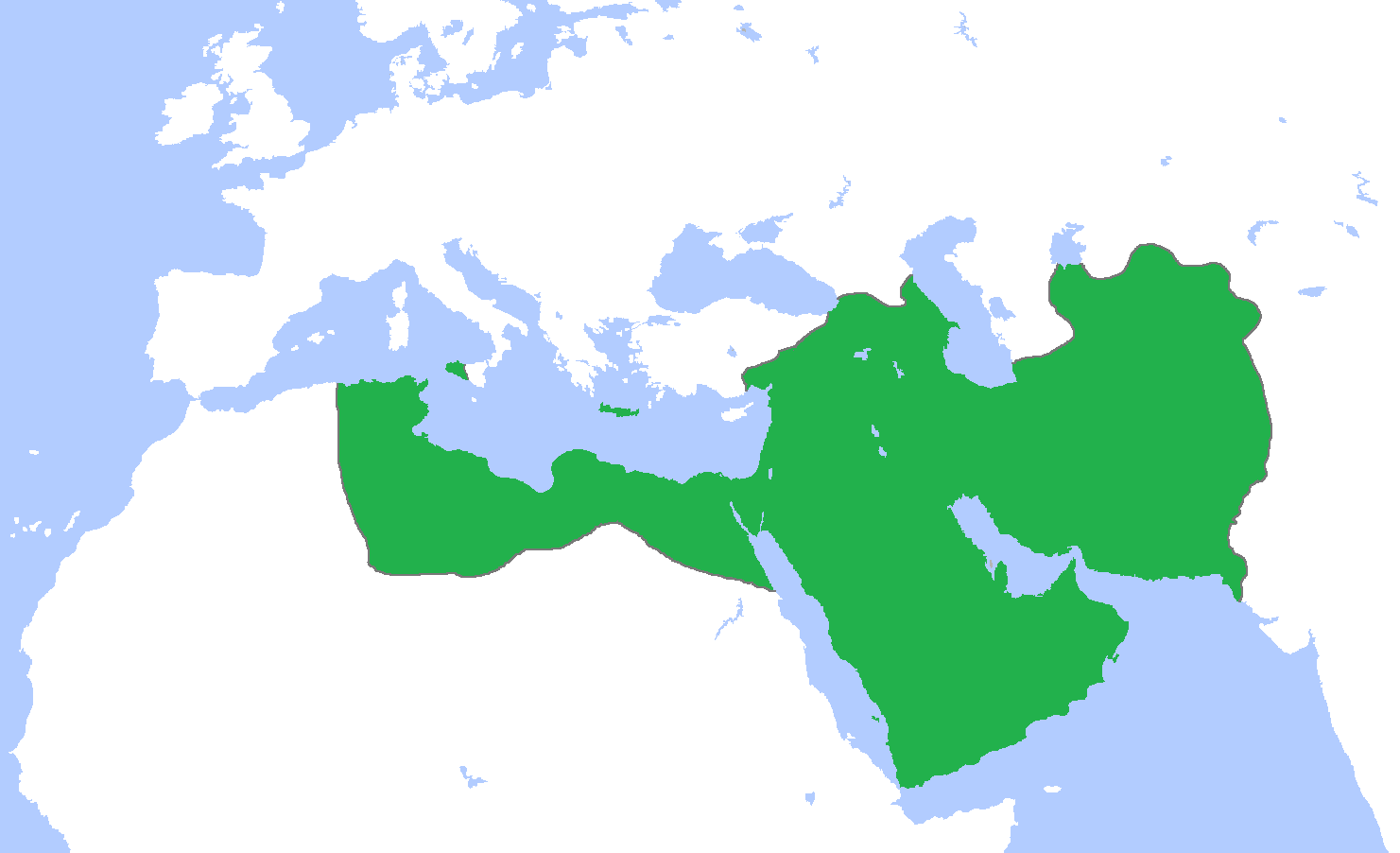
الخلافة العباسية (بالأخضر) في أقصى حدودها بحدود عام .850

قامت الاتصالات بين الكارولنجيين والعباسيين بعد وقت قصير من إنشاء الخلافة العباسية وبالترابط مع سقوط الخلافة الأموية في عام 751 على أيدي العباسيين أنفسهم. كان لبيبين القصير، حاكم الكارولنجيين، موقع قوي بما فيه الكفاية في أوروبا مما جعل له قيمة ليطلب التحالف مع الخليفة العباسي  المنصور الموجود في بغداد. وكان أنصار الخلافة الأموية قد أنشؤوا وجودا قويا في جنوب إسبانيا تحت عبد الرحمن الأول مما شكل تهديدا استراتيجيا مشتركا لالكارولنجيين على الحدود الجنوبية وللعباسيين في الطرف الغربي من حدودهم.

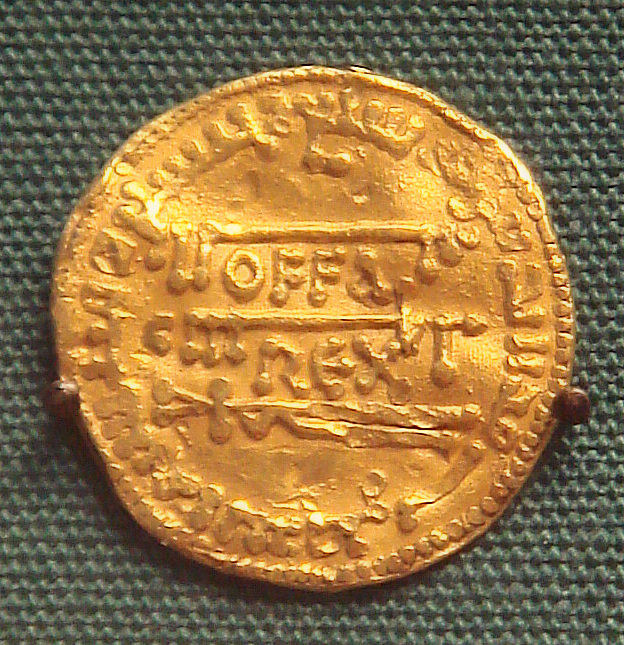
أالدينار المنقوش أو الدينارالذهبي الإنجليزية ملك أوفا المرسي (757-796) وهو نسخة من الدينار الخلافة العباسية (774). فهو يجمع بين نقش نقود أوفا ريكس اللاتينية مع اصك العملات العربية. موجود في المتحف البريطاني.

تم تبادل السفارات بين الطرفين بهدف التعاون ضد الأمويين في إسبانيا: توجه سفير الفرنجة إلى بغداد في 765 ثم عاد إلى أوروبا بعد ثلاث سنوات مع العديد من الهدايا، بينما قام الموفد العباسي من المنصور بزيارة فرنسا في 768.

### التبادل التجاري
قام التبادل التجاري بين الكارولنجيين والحاضرة العباسية مما  نشر النقود العربية في أوروبا الكارولنجية. وتوف الذهب العربي في أوروبا خلال القرن 9، فيما يبدو لدفع تصدير العبيد، الخشب، الحديد وثمن للأسلحة من أوروبا إلى الأراضي الشرقية. كمثال شهير، قام الخليفة المنصور بسك العملة  للملك الإنكليزي أوفا في عام 774 بنقوش شبه كوفية.

## التحالف مع شارلمان

### التحالف العسكري في إسبانيا (777-778)
في عام 777, طلب الحكام المتحالفون مع العباسيين في شمال إسبانيا بطلب من الكارلوجيين لمواجهة أمويي إمارة قرطبة في جنوب اسبانيا بقيادة عبد الرحمن الأول. وافق الفرنجة لما كان القرطبيين يشكلون تهديدا عسكريا مستمرا في جنوب غرب فرنسا.
آرسل سليمان العربي، والي برشلونا وغيرونا  الموالي لعباسيين، وفدا شارلمان في بادربورن عارضا خضوعه له بالتحالف مع حسين سرقسطة وأبو تاور من هويسكا، في مقابل المساعدات العسكرية. وأخبروه أن الخليفة العباسي محمد مهدي يعد العدة لمقاتلة الحاكم الأموي عبد الرحمن الأول.

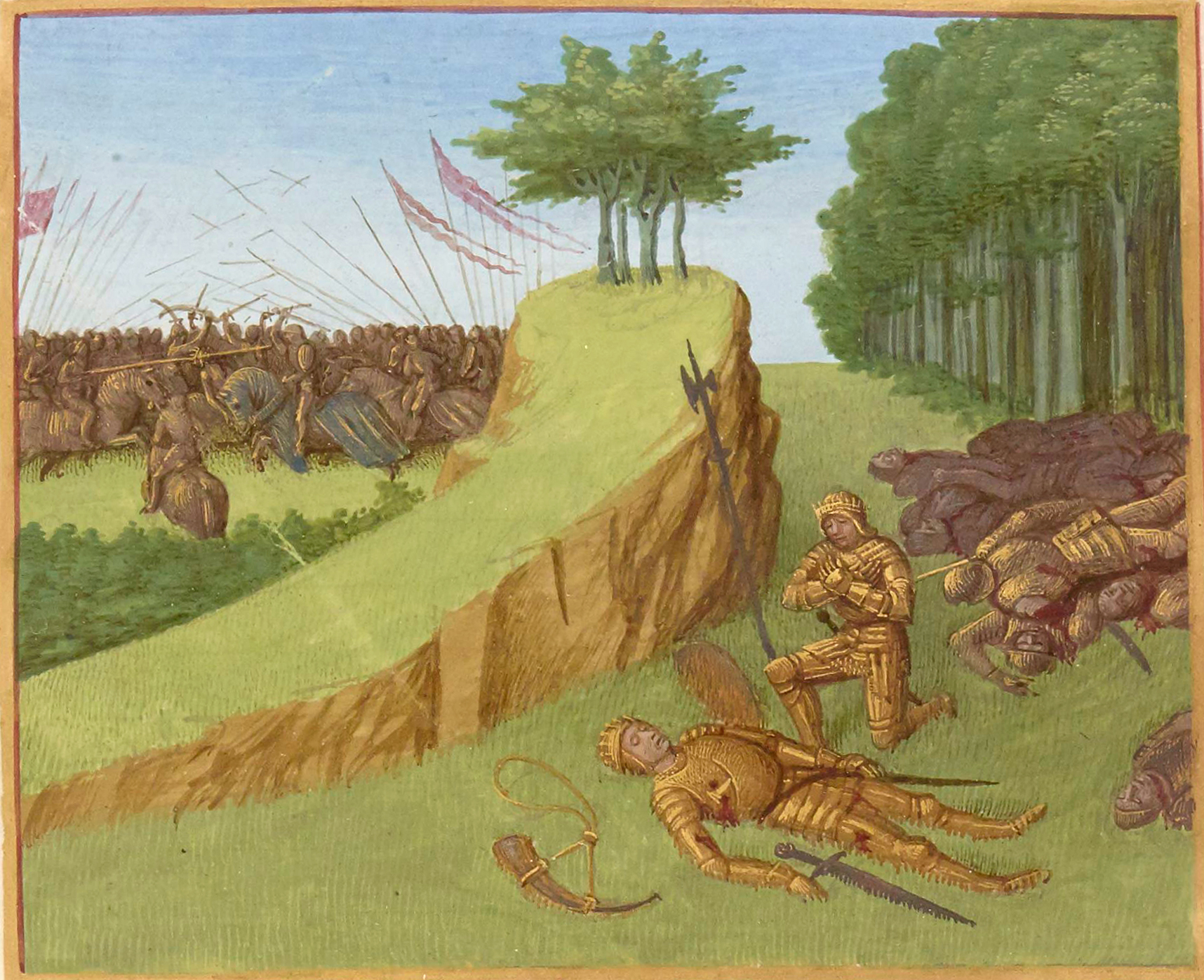
أنته معركة ممر رونسفال حملة شارلمان 777-778 ضد الأمويين في إسبانيا.

بعد اتمام هذا التحالف في بادربورن، سار شارلمان عبر جبال البرانس في 778 على رأس كل القوى التي يمكنه حشدها. كانت قواته رحبت برشلونة وجيرونا به وانضمت  اليه القوات العباسية بقيادة سليمان متجهين نحر سرقسطة. لكن حسين والي سرقسطة رفض المشاركة مدعيا أنه لم يعد شارلمان بالولاء. وفي الوقت نفسه، فإن القوة التي أرسلتها بغداد الخلافة توقفت بالقرب من برشلونة. بعد شهر من حصار سرقسطة، قرر شارلمان العودة إلى مملكته. بخلال تراجعه، تعرض شارلمان لهجوم من الباسكيين في وسط نافارا.اوللانتقام هاجم بامبلونا ودمرها. كما نصب الباسكيين شركا لقافلة متعه في معركة ممر رونسفال في 15 آب، 778.

### الاتصالات في وقت لاحق
بعد هذه الحملات كانت هناك العديد من الزيارات بين موفدي  شارلمان والخليفة العباسي هارون الرشيد من 797, للتباحث في امكانية التحالف بن الكارولنجيين والعباسيين بيزنطة، أو الأمويين في إسبانيا.

### الوفود

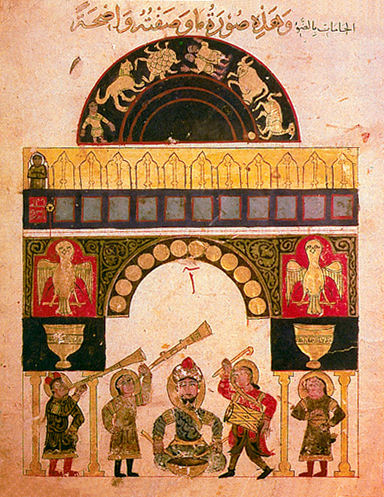

تم إرسال ثلاث وفود من شارلمان إلى قصر هارون الرشيد وهذا أرسل  الأخير وفدين إلى شارلمان الذين حملوا العديد من الهدايا إلى شارلمان، مثل العطور والأقمشة، وساعة مائية، ورقعة شطرنج، فيل يدعى أبو عباس. وكانت الساعة المائية-الساعة مصنوعة من النحاس الأصفر وكانت مزينة بكرات نحاسية تسقط على طبق من ذهب في كل ساعة كما كان اثني عشر فارس يظهرون كلبدوره في كل ساعة.

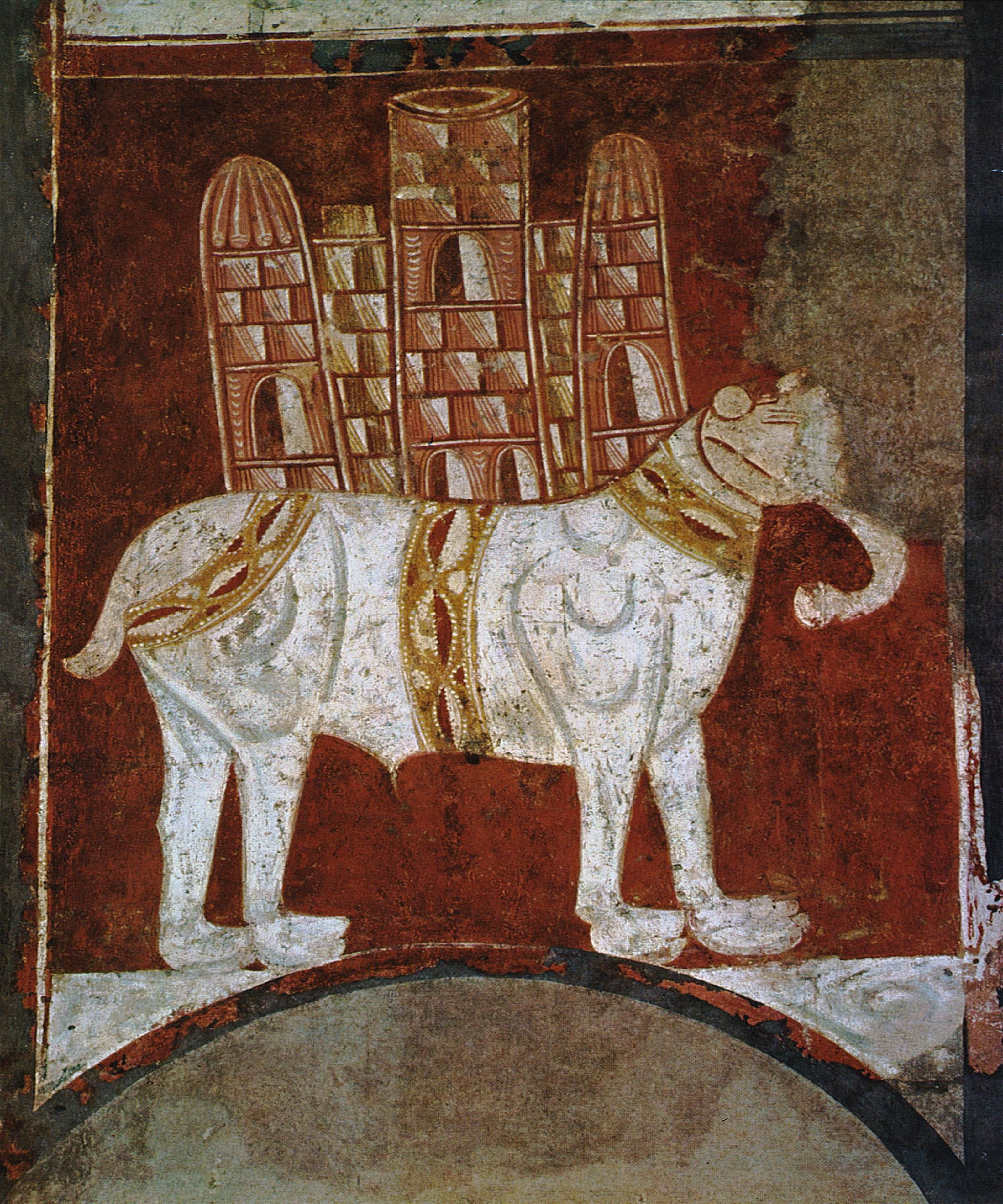
فيل حرب من القرن 11 إسبانيا.

#### التأثيرات الفنية
يبدو أن المؤثرات الإسلامية في العمارة الدينية المسيحية مثل البلاط متعددة الألوان والتصاميم الإسلامية تبدوا بيت الحراسة في لورش الدير.
في وقت مبكر العمارة الكارولنجية عموما تجمع بين التصاميم الرومانية، المسيحية، والبيزنطية، والإسلامية والأوروبية الشمالية.

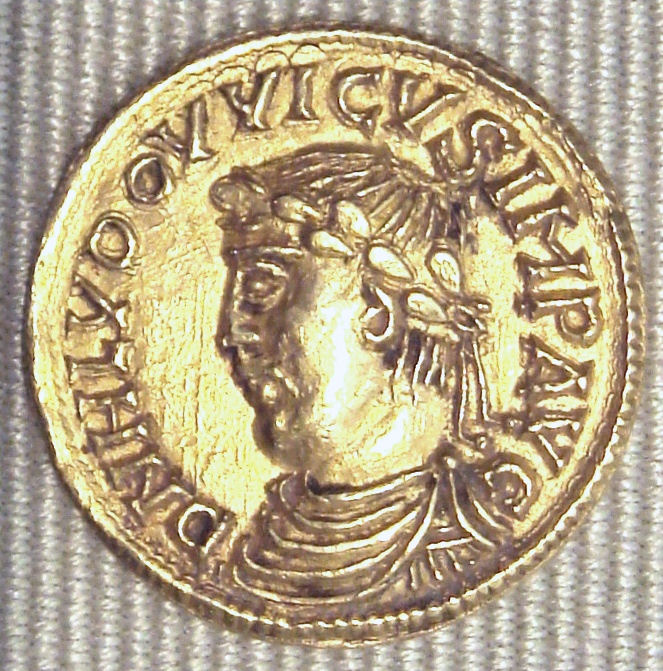
تلقى لويس الورع وفدا من ابن هارون الرشيد الخلفة محمد المأمون في 831.

بتأثيو من المسلمين واليهود في الإمبراطورية البيزنطية من 723 إلى 842 نشأت  حركة تدمير الصور بما هو المعروف باسم «المروق». شارلمان نفسه حاول اتباع تعاليم الإمبراطور الروماني ليو الثالث الإيساوري، ولكن تم إيقاف هذه المحاولة من قبل البابا هادريان الأول.

## أثار التحالفات
يبدو أن ابن هارون الرشيد، محمد المأمون أرسل موفدا إلى لويس الورع في عام 831 بهدف تعزيز التجارة بين العالمين.
بعد اعتلاء لويس الورع العرش، وبسبب الفتن الداخلية، توقف الكارولنجيين عن شن هجمات في الاندلس.
ما يقرب من قرن في وقت لاحق، هناك ما يشير رلى إرسال بيرثا، ابنة لوثر الثاني وأم من العديد من الملوك الإيطاليين في القرن العاشرموفدا إلى الخليفة العباسي المكتفي، طلب الصداقة والتحالف الزوجي.

## للقراءة
- مارغريت دينسلي تاريخ العصور الوسطى المبكرة في أوروبا تايلور آند فرانسيس لندن
- ديفيد ليفرنغ لويس الله بوتقة الإسلام ونشؤ أوروبا، 570-1215 W. W. Norton, 2008 (ردمك 978-0-393-06472-8)
- جين دبليو هيك عندما تتصادم العوالم: استكشاف الإيديولوجية والسياسية أسس صراع الحضارات اأ & يتلفيلد، 2007 (ردمك 0-7425-5856-8)
- جاك جودي الإسلام في أوروبا ، ونظام الحكم Press, 2004, (ردمك 978-0-7456-3193-6)
- جوزيف ف. أوكالاهان تاريخ اسبانيا في العصور الوسطى كورنيل، 1983 (ردمك 0-8014-9264-5)
- موشيه Gil, إيثيل  برويدوتاريخ فلسطين، 634-1099 دار نشر كامبردج، 1997 (ردمك 0-521-59984-9)